# Frank N. Ikard
Frank Neville Ikard, född 30 januari 1913 i Henrietta, Texas, död 1 maj 1991 i Washington, D.C., var en amerikansk politiker (demokrat). Han var ledamot av USA:s representanthus 1951–1961.
Kongressledamot Ed Gossett avgick 1951 och Ikard fyllnadsvaldes till representanthuset. Han satt i kongressen fram till år 1961.
Ikard ligger begravd på Arlingtonkyrkogården.